# Madagaszkár az 1964. évi nyári olimpiai játékokon
Madagaszkár a japán Tokióban megrendezett 1964. évi nyári olimpiai játékok egyik részt vevő nemzete volt. Az országot az olimpián 1 sportágban 3 sportoló képviselte, akik érmet nem szereztek. Madagaszkár első alkalommal vett részt az olimpiai játékokon.

## Atlétika
Férfi
| Versenyző                  | Versenyszám | Előfutam         | Előfutam         | Előfutam         | Negyeddöntő | Negyeddöntő | Negyeddöntő | Elődöntő | Elődöntő | Elődöntő | Döntő   | Döntő    |
| Versenyző                  | Versenyszám | Idő              | Hely.            | Össz.            | Idő         | Hely.       | Össz.       | Idő      | Hely.    | Össz.    | Idő     | Helyezés |
| -------------------------- | ----------- | ---------------- | ---------------- | ---------------- | ----------- | ----------- | ----------- | -------- | -------- | -------- | ------- | -------- |
| Jean-Louis Ravelomanantsoa | 100 m       | 10,89            | 6.               | 49.              | kiesett     | kiesett     | kiesett     | kiesett  | kiesett  | kiesett  | kiesett | kiesett  |
| Jean-Louis Ravelomanantsoa | 200 m       | 22,4             | 8.               | 50.              | kiesett     | kiesett     | kiesett     | kiesett  | kiesett  | kiesett  | kiesett | kiesett  |
| Jean Randrianjatavo        | 5000 m      | 15:50,4          | 11.              | 45.              |             |             |             |          |          |          | kiesett | kiesett  |
| Jean Randrianjatavo        | 1500 m      | nem állt rajthoz | nem állt rajthoz | nem állt rajthoz |             |             |             | kiesett  | kiesett  | kiesett  | kiesett | kiesett  |

| Versenyző     | Versenyszám | Selejtező | Selejtező | Döntő    | Döntő   |
| Versenyző     | Versenyszám | Eredmény  | Helyezés  | Eredmény |         |
| ------------- | ----------- | --------- | --------- | -------- | ------- |
| Marc Rabémila | Hármasugrás | 14,62 m   | 28.       | kiesett  | kiesett |